# Groupe Henner
 (janvier 2024).
L'article doit être relu — et modifié si nécessaire — par des contributeurs indépendants pour apporter un regard critique aux contributions effectuées en violation des conditions d'utilisation de Wikipédia, tant sur la forme (notamment concernant le style encyclopédique, la proportionnalité) que sur le fond (la neutralité de point de vue, la qualité et l'indépendance des sources).
Le Groupe Henner est une société de gestion et de courtage d'assurances de personnes (santé, prévoyance, épargne salariale, retraite, actionnariat salarié, expertise médicale, réseau de soins et garantie obsèques). Il compte 1 650 salariés à Paris, en régions et en Europe, Asie, Afrique et Amérique du Nord.

## Histoire

### Croissance
En 1964, le groupe lance son activité de co-courtage et, en 1990, son réseau de soins baptisé Henner–GMC permettant aux adhérents d'accéder à un réseau de professionnels de santé pratiquant le dispositif du tiers payant. En 1999, le groupe se lance en Asie sous la marque GMC Services.

### Années 2000
Détenu par Swiss Life et Henner, le réseau Carte blanche est créé en 2001 pour faciliter l’accès aux soins et la maîtrise des dépenses de santé des assurés.

### Années 2010
En 2012, Rémy Robinet-Duffo, passe les rênes du groupe à son fils Charles Robinet-Duffo. En 2013, Henner s'associe au groupe espagnol Artai et ouvre un bureau à Madrid.
En 2015, le groupe signe une convention de partenariat avec l'AGEFIPH (Association de gestion du fonds pour l'insertion professionnelle des personnes handicapées) et renforce ainsi son engagement en faveur de l’emploi et l’insertion professionnelle des personnes en situation de handicap.
Initialement basés au cœur du quartier des assurances à Paris, dans le 9e arrondissement, dans la rue Henner, les 700 employés du siège social déménagent fin 2015 dans un seul bâtiment à Neuilly-sur-Seine, commune des Hauts-de-Seine proche de Paris. La même année, le groupe obtient une licence commerciale pour opérer en Asie-Pacifique.
En mars 2022, le Groupe Henner vend sa filiale de prévoyance pour sportifs professionnels au britannique Miller.
En 2024, le groupe crée sa filiale Henner ERA (Epargne, retraite et actionnariat).

## Activité
En 2023, le Groupe Henner réalise un chiffre d'affaires de 239,7 millions d'euros.

## Direction
Le groupe est dirigé par Charles Robinet-Duffo depuis 2012. 